# 林勇氣
林勇氣（1984年10月2日—）是一名出生於日本兵庫縣川西市的女子射箭運動員。她曾参加过两届奥运，分别是2008年北京奥运和2016年里约奥运。